# 西常央
西 常央（にし つねのり、嘉永元年（1848年） - 1900年（明治33年）3月15日）は明治時代の地方官僚。通称は常一朗。平戸藩出身。長崎県警部、沖縄県島尻役所長、八重山島役所長、首里役所長。琉球文学資料や生物標本を収集した。

## 生涯

### 長崎県
嘉永元年（1848年）肥前国平戸藩に生まれた。明治3年（1870年）藩庁掌となった後、明治5年（1872年）1月21日鎮西鎮台四等軍曹・一番小隊附給養掛、2月22日給養軍曹更射的掛を務め、10月20日長崎県に帰任した。1873年（明治6年）5月10日第24大区取締小頭、1874年（明治7年）11月10日同大区番人小頭。1875年（明治8年）6月7日平戸支庁詰となり、12月17日帰県した。
1876年（明治9年）10月27日警備隊給養掛となり、1877年（明治10年）西南戦争に従軍した。同年7月14日一等巡査、1878年（明治11年）9月14日十等警部となり、1879年（明治12年）1月14日長崎県警察署、12月25日大村警察署、1880年（明治13年）8月25日唐津警察署に勤務した。

### 沖縄県

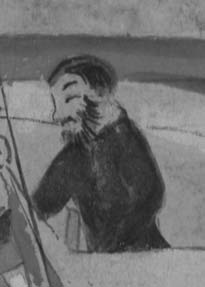
沖縄県立博物館所蔵「八重山風俗絵図」中の西常央

1879年（明治12年）の琉球処分を受けて、1880年（明治13年）11月30日沖縄県八等警部となり、1881年（明治14年）1月7日首里警察署、10月11日那覇警察署に属し、31日東風平分署所轄巡回を務めた。12月17日検事補を兼ね、28日裁判掛詰検事となった。1884年（明治17年）8月12日兼官を解かれ、同日島尻役所長となった。

### 八重山島役所
1885年（明治18年）4月7日八重山島役所長となり、4月10日警部を兼任した。9月石垣島川平を巡検し、山原（やまばれー）松中の洞穴風葬墓 を平家の落人の墓と誤信し、書記松原敬惟、杣山筆者大浜保嘉・石垣永篤、富川某、村代表者喜舎場兼清等と共に白骨を掘り出して合葬し、桃林寺大伝長老の揮毫により「大和墓」の墓標を建立した。
1886年（明治19年）3月18日八重山島警察署長、8月9日島役所長兼警察署長。
八重山時代かそれ以前、風土病の流行する西表島に自ら実験台になるつもりで上陸し、マラリヤを発病した。病原が未だ明らかでない中、症例が小さい村落に多く見られ、大きい集落では見られないとして、村落を合併すれば予防できるとの仮説を唱えた。また、昆虫類を採集し、1886年（明治19年）12月頃県に標本を寄贈している。

### 帰島
1890年（明治23年）7月2日首里役所長兼中頭役所長となり、3日兼官を解かれ、また宮古島役所長を兼務した。1892年（明治25年）春中頭郡内でケブカガニ・フトユビシャコモドキ を採集した。1893年（明治26年）3月バジル・ホール・チェンバレンに『おもろさうし』等の写本を提供、6月25日笹森儀助と会い、1894年（明治27年）12月来島した幣原坦に尚家宝物の閲覧を斡旋した。1895年（明治28年）11月29日帝国大学に本島産メックワハブ標本を寄贈した。
第4代県令西村捨三の県政を評価する一方、他の知事は成果を上げていないと批判し、当時の知事奈良原繁とも折り合わなかった。1896年（明治29年）4月1日郡制施行に伴い内閣により中頭郡長に任命されると、同日付で県から書記への降格を命じられ、6月10日非職、10月9日免官となり、以後は県属として事務職を務めた。11月11日北松浦郡平戸村228番地から首里区字赤平55番地に戸籍を移した。
1897年（明治30年）小川鋠太郎・和田規矩夫・太田朝敷・鳥居竜蔵・黒岩恒・熊谷釟吉・富永実達と沖縄県尋常師範学校に沖縄人類学会を設立した。
1900年（明治33年）3月15日沖縄で死去し、島尻郡真和志村古波蔵楚辺原共同墓地に葬られた。1921年（大正10年）後任斎藤用之助により洗骨・火葬され、平戸に移葬された。

## 旧蔵資料
- 『沖縄声曲集』 - 定型琉歌集。チェンバレン写本が筑波大学附属図書館岡倉文庫に所蔵される[17][18]。
- 『琉球祭歌』[18]
- 『混効験集』 - 古語辞書。チェンバレン写本が国立国会図書館に所蔵される[17][19]。
- 『おもろさうし』西本 - 安仁屋本系[20]。チェンバレン写本が天理大学附属天理図書館に所蔵される[17]。

戦後平戸に残っていた資料は琉球大学池宮正治研究室を経て沖縄県立博物館・沖縄県公文書館・那覇市歴史博物館に分蔵された。県立博物館所蔵資料には丸岡莞爾・奈良原繁・宜湾朝保・護得久朝置・護得久朝常等の短冊が含まれる。

## 八重山数へ歌
警察署長兼八重山所長堀準蔵に作らせ、学校生徒に歌わせた。
1. 一つとや 人々うらやむ八重山に 気候閑に民豊か
2. 二つとや 父母になづらう二大島 石垣島や西表
3. 三つとや 宮良に大浜・石垣と 与那国合せて四郡制
4. 四つとや 四方に名高き大川は 流れも清き宮良川
5. 五とや いつも賑ふ成屋村 世界に轟く石炭坑
6. 六とや 昔文亀の頃とかよ 多良間と与那国交換し
7. 七とや 名蔵の村に程近き 川平の山に大和墓
8. 八とや 八重山島は3千戸 人口1万4千余
9. 九とや 此の島数は9つに 村数合わせて32
10. 一○とや 所は石垣四箇の里 役所に警察学校所

## 西家
本姓は藤原。
- 父：西秉常（のりつね[22]、文化13年（1816年）7月[24] - 1895年（明治28年）5月5日[15]）
通称は丹治[24]。平戸稗田谷生まれ[24]。植松家中老嫡子格[24]。天保・弘化頃江戸に赴任して橘冬照・橘東世子等に和歌を学び、浅山純尹・神戸大汀等と交流した[24]。1876年（明治9年）2月29日松浦郡紐差村神社社掌[22]。1884年（明治17年）沖縄に渡り、同地で没[15]。
- 妻：西綾子[3]（アヤ[25]）
- 長男：西藤郎[25]
- 次男：西庫太[25]
- 三男：西国雄[25]（国男[26]、1903年（明治36年）2月2日没[25]）
- 四男：西弘海[25]

子孫は北九州市に移住した。